# Commune déléguée
Commune déléguée ist der Status einer ehemaligen französischen Gemeinde, die mit anderen derartigen Gemeinden zu einer Commune nouvelle zusammengelegt wurde. Die Rechtsgrundlage für dieses Vorgehen ist der Gesetzesartikel 2010-1563, Absatz 21, vom 16. Dezember 2010. Dieser erlaubt Gemeindefusionen per Dekret, in der Regel mit Wirkung zum 1. Januar eines Jahres.

## Status einer Commune déléguée
Eine Commune déléguée ist zwar keine Gebietskörperschaft mehr, bleibt aber eine administrative Einheit mit einem klar definierten Gebiet, einem Ortsnamen sowie einem Bürgermeister. Die Bevölkerungszahl einer Commune déléguée wird weiterhin jedes Jahr aktualisiert.

## Beispiele
Beispiele sind in der Kategorie Commune déléguée in Frankreich zusammengefasst. 